# Lova Senerbo
Lova Senerbo (šved. Lova Alvilde Sönnerbo, 11. avgust 1998) mlada je pevačica iz Švedske, koja trenutno živi u okrugu Broma u Stokholmu.
Godine 2012, pobedila je na Lila melodifestivalenu, dečjoj verziji popularnog švedskog muzičkog šoua Melodifestivalen, gde ju je žiri švedske televizije SVT odabrao kao devetog predstavnika ove zemlje na Dečjoj Evroviziji, koja se održala u Amsterdamu.

## Pesma
Sa baladom Mitt Mod, Lova je predstavljala Švedsku na Dečjoj pesmi Evrovizije 2012. Plasirala se 6, sa osvojenih 70 poena.

## Dečji Evrosong
| # | Takmičenje                    | Predstavnik  | Pesma | Poeni | Mesto |
| - | ----------------------------- | ------------ | ----- | ----- | ----- |
|   | 2012 Subota, 1. decembar 2012 | Lova Senerbo |       |       |       |